# Ohne Furcht und Sattel
Ohne Furcht und Sattel ist eine Abenteuerserie im Stile eines Westerns von Douglas Heyes. Sie wurde am 16. September 1971 erstmals auf dem US-amerikanischen Fernsehsender CBS ausgestrahlt. Erst am 16. Oktober 1993 folgte auf RTL 2 die deutschsprachige Premiere. In den Hauptrollen sind Rod Taylor und Dennis Cole. Die Serie spielt kurz vor dem Eintritt der USA in den Ersten Weltkrieg 1917.

## Handlung
Der ehemalige Offizier Hank Brackett rettet den aus der Armee ebenfalls ausgestiegenen Johnny Reach, bevor er ungerechterweise als Viehdieb gelyncht werden soll. Beide bauen daraufhin ein Geschäft auf und arbeiten nunmehr als eine Art privater Sicherheitsdienst. Sie entwickeln dabei eine besondere Zahlungsart, um möglichst viel Profit zu erlangen: Jeder Kunde muss ihnen im vornherein einen ausgefüllten Scheck geben. Je größer das Problem, desto höher muss der Betrag sein. Aus den verschiedenen Schecks wählen sie dann die profitabelsten aus. Gewöhnlicherweise arbeiten sie für Eisenbahngesellschaften, Grundbesitzer oder für die Regierung. Mit ihrem Auto reisen sie dann durch das westliche Amerika und erleben verschiedenste Abenteuer. Sie haben zum Beispiel herauszufinden, wer Ölquellen in Brand setzte, oder decken ein Komplott auf, bei dem Soldaten des Deutschen Heeres in amerikanischen Uniformen mexikanische Grenzstädte überfallen, in der Hoffnung, Mexiko in einen Krieg mit den Vereinigten Staaten zu treiben.

## Hintergrund
Anders als in typischen Western werden in der Serie öfters moderne Waffen und Geräte, wie Flugzeuge, Automobile und Maschinengewehre gezeigt.

## Episoden
| Nummer | Originaltitel                  | Erstausstrahlung   |
| ------ | ------------------------------ | ------------------ |
| 1      | “The Devil Wears Armor”        | 16. September 1971 |
| 2      | “Ground Loop at Spanish Wells” | 23. September 1971 |
| 3      | “Dos Gringos”                  | 30. September 1971 |
| 4      | “The Feathered Serpent”        | 7. Oktober 1971    |
| 5      | “Hostages”                     | 14. Oktober 1971   |
| 6      | “Conqueror's Gold”             | 28. Oktober 1971   |
| 7      | “Blood Knot”                   | 4. November 1971   |
| 8      | “Assault on San Saba”          | 11. November 1971  |
| 9      | “Bitter Flats”                 | 18. November 1971  |
| 10     | “Tiger! Tiger!”                | 25. November 1971  |
| 11     | “The Big Guns”                 | 2. Dezember 1971   |
| 12     | “The Return of Esteban”        | 23. Dezember 1971  |
| 13     | “Man in a Cage”                | 30. Dezember 1971  |